# Парламентські вибори у Великій Британії 1964
Парламентські вибори у Великій Британії в 1964 році проходили 15 жовтня, на яких перемогла Лейбористська партія з перевагою більшості в чотири депутатських місця.
Це були перші вибори за 13 років на яких перемогли лейбористи.

## Особливості передвиборчої агітації
Обидві основні партії змінили керівництво у 1963 році: після раптової смерті Х'ю Гейтскелла на початку року, лейбористи обрали керівником Гарольда Вільсона. Також сер Александр Дуглас-Г'юм став лідером консерваторів і прем'єр-міністром Великої Британії восени 1963 року після того, як Гарольд Макміллан оголосив про свою відставку. Дуглас-Г'юм незабаром відмовився від титулу пера за законом 1963 року для того, щоб керувати партією.
Макміллан керував урядами консерваторів з січня 1957 року. Незважаючи на початкову популярність і приголомшливу перемогу на виборах в 1959 році, він почав втрачати популярність на початку 1960-х років. Тому перед Дуглас-Г'юмом постала непроста задача по відновленню популярності партії  усього за рік, що минув між вступом на посаду і парламентськими виборами.
Вілсон прагнув підняти популярність Лейбористської партії у Великій Британії в 1960-х роках, стверджуючи, що «біла гарячка революції» змете «обмежувальну практики… по обидві сторони промисловості».
Ліберальна партія, переживала зростання популярності, збільшивши вдвічі відсоток підтримки на голосуванні, в першу чергу за рахунок падіння підтримки виборцями консерваторів. Хоча за лейбористів проголосувало не більше виборців, однак через падіння рейтингу консерваторів на чолі з Вільсоном вдалось сформувати більшість з чотирьох місць. Однак, це виявилося нездійсненним і Вільсон оголосив дострокові вибори в 1966 році.

## Передвиборча кампанія
Передвиборча кампанія була продовжена, а Дуглас-Г'юм підтримав цю ідею, щоб дати собі якомога більше часу для покращення перспектив своєї партії. Виборча кампанія офіційно почалася 15 вересня 1964 року, коли Дуглас-Г'юм зустрівся з королевою і одержав дозвіл для розпуску парламенту.
У кампанії домінували більш активні персонажі політичної сцени того часу. У той час як Джордж Браун, заступник лідера Лейбористської партії, здійснив поїздку по країні, роблячи енергійні виступи (і випадкові ляпи), Квінтін Хогг був провідним представником консерваторів. Образ Хогга, що нападає на Вільсона з палицею (на плакатах) був одним з найяскравіших у кампанії. Багато партійних ораторів, особливо на телебаченні та мітингах мали справу з грубіянами. Так, зокрема, Дуглас-Г'юм на зустрічі в Бірмінгемі був зустрінутий провокаторами.
У ніч виборів у прямому ефірі Бі-бі-сі, виступали Річард Дімблей, Робін Дей, Яна Третговен, Кліфф Мічелмор і Давид Бутлер.

## Результати соціологічних опитувань
НОП: Похибка 3.5 % (Лейбористи мали більше на 12 місць у парламенті)
Геллап: Похибка 4 % (Лейбористи мали більшість з 23)
Науково-дослідні послуги: Похибка 2.75 % (Консерватори мали більше на 30 місць)
Щоденний Експрес: Похибка 1.75 % (Консерватори мали більшість із 60).

## Результати
Вибори завершилися з уже незначною більшістю в чотири місця для Лейбористської партії. Однак вони наршеті змогли сформувати уряд, вперше з 1951 року. Лейбористи домоглися зростання трохи більше 3 %, хоча голоси за них зросли лише на 0.2 %.
Найбільше зросла підтримка виборцями лібералів — на 5,7 % (за рахунок консерваторів). Ліберали отримали майже вдвічі більше голосів, ніж у 1959 році, частково тому, що у них було більше 150 кандидатів. Вільсон став прем'єр-міністром, замінивши Дугласа-Г'юма. Більшість лише в чотири голоси не змогли їм придати стабільності у парламенті. Тому Вільсон дострокові парламентські вибори у 1966 році. Зокрема, незначна більшість, не забезпечувала в парламенті голосів для проведення політики націоналізації сталеливарної промисловості, головним чином, через опозицію двох своїх аутсайдерів, Вудро Уайатта і Десмонда Доннеллі.
Це були єдині вибори у Великій Британії в новітній історії, коли всі місця були розділені між трьома основни партіями: не було сильних конкурентів, незалежних політиків або депутатів, що покинули свої партії.
| 317        | 304                                    | 9   |
| Лейбористи | Консерватори і Юніоністи із союзниками | Ліб |

 Всі сторони показані. Загальна кількість місць консерватів також включає депутатів шотландських Уніоністів, Юніоністів Ольстера та націонал-лібералів.
| Нова урядова більшість          | 4          |
| Загальне число голосів, поданих | 27,657,148 |
| Явка                            | 77 %       |

### Результати голосування
| Найбільше набрали       | Найбільше набрали       | Найбільше набрали | Найбільше набрали | Найбільше набрали |
| ----------------------- | ----------------------- | ----------------- | ----------------- | ----------------- |
|                         |                         |                   |                   |                   |
| Лейбористи              | Лейбористи              |                   | 44.1%             | 44.1%             |
| Консерватори and Allies | Консерватори and Allies |                   | 43.4%             | 43.4%             |
| Ліберали                | Ліберали                |                   | 11.2%             | 11.2%             |
| Незалежні               | Незалежні               |                   | 0.5%              | 0.5%              |
| Інші                    | Інші                    |                   | 0.7%              | 0.7%              |

Headline Swing: 3.1 % to Labour

### Розподіл місць у парламенті
| Parliamentary seats     | Parliamentary seats     | Parliamentary seats | Parliamentary seats | Parliamentary seats |
| ----------------------- | ----------------------- | ------------------- | ------------------- | ------------------- |
|                         |                         |                     |                     |                     |
| Лейбористи              | Лейбористи              |                     | 50.3%               | 50.3%               |
| Консерватори and Allies | Консерватори and Allies |                     | 48.3%               | 48.3%               |
| Ліберали                | Ліберали                |                     | 1.4%                | 1.4%                |
| Інші                    | Інші                    |                     | 0%                  | 0%                  |

## Маніфести
- «PROSPERITY WITH A PURPOSE» — 1964 Conservative manifesto.
- «THE NEW BRITAIN» — 1964 Labour Party manifesto.
- «THINK FOR YOURSELF» — 1964 Liberal Party manifesto.